# Талачка дипломатија
Талачка дипломатија, такође талачка дипломатија, је узимање талаца у дипломатске сврхе.

## Позадина и преглед
Обичај узимања талаца био је саставни део спољних односа у античком свету. Дуга историја политичке и војне употребе указује да би политичке власти или генерали легално пристали да предају једног или обично више талаца на чување другој страни, као гаранцију добре вере у поштовању обавеза. Ове обавезе би биле у облику потписивања мировног уговора, у рукама победника, или чак размене талаца као узајамне гаранције у случајевима као што је примирје.
У древној Кини, током периода источног Џоуа, вазалне државе су размењивале таоце да би обезбедиле међусобно поверење. Такав талац је био познат као зхизи (質子, „син таоца“), који је обично био принц владајуће куће. Током династије Хан, узимање једностраних талаца који се састоје од зхизи је била стандардна пракса за централизовану монархију да контролише мање државе.
Неки кинески класични текстови, међутим, били су против система талаца.
Римљани су такође били навикли да узимају синове трибутарних принчева и образују их у Риму, чиме су чували сигурност за трајну лојалност покорене нације и такође усађивали могућем будућем владару римске идеологије. 
Ова пракса је такође усвојена у раном периоду британске окупације Индије, а Француска у односима са арапским нацијама у северној Африци.
У савремено доба, талачка дипломатија је узимање талаца у дипломатске сврхе. Има негативну конотацију, повезану са криминалним узимањем талаца, и често се манифестује као странци који се хапсе по измишљеним оптужбама . Дипломатски таоци се тада држе као монета за преговарање.
Како пише Тхе Гуардиан, Кина има искуства са талачком дипломатијом, али је више пута негирала своју везу са таквим догађајима. Од 1967. до 1969. Комунистичка партија Кине држала је двадесетак британских дипломата и цивила као дефакто таоце. Британци су успели да издејствују ослобађање свог особља тако што су одвојили ситуацију са таоцима од ширих политичких и економских питања кроз дуготрајне преговоре.
Раширено је мишљење да је Кина привела двојицу Канађана, Мајкла Спавора и Мајкла Коврига, као одговор на хапшење Менг Ванџоуа. У 2019., притвор Аустралијанца Јанг Хенгјуна је такође био повезан са обновљеним напорима на талачкој дипломатији као одговору на хапшење Менг Ванџоуа. Пре Хенгјуновог притвора, аустралијска влада је оштро критиковала кинеску владу због притварања двојице Канађана. Хапшење аустралијског водитеља Ченг Леија 2020. сматрано је могућим случајем талачке дипломатије. Забрана изласка из фебруара 2019. изречена ирском држављанину Ричарду О'Халорану такође се сматра случајем талачке дипломатије.
Дана 15. фебруара 2021. године, 58 земаља, укључујући Јапан, Аустралију, Уједињено Краљевство и Сједињене Државе, формирало је коалицију предвођену Канадом, потписало необавезујућу декларацију и осудило произвољно притварање страних држављана ради дипломатске полуге. Иако Кина није званично прозвана, канадски и амерички званичници рекли су да је Кина била предмет саопштења. Канадско министарство спољних послова саопштило је да није циљано на једну нацију, већ да врши дипломатски притисак по том питању. Убрзо након тога, кинеска амбасада у Канади објавила је чланак који је објавио таблоид Глобал Тамс у власништву Комунистичке партије Кине, у којем је напоре коалиције одбацио као „агресиван и непромишљен напад осмишљен да испровоцира Кину“.
У септембру 2021. године, након ослобађања Менг Ванџоуа, ослобођени су двојица Канађана који су држани у Кини, као и два Американца држана у Кини за чије се притворе сумњало да су повезани са талачком дипломатијом у вези са судским случајем Менг Ванџоуа.

### Турска
Према Ерику Еделману и Ајкану Ердемиру из Фондације за одбрану демократија, турски председник Реџеп Тајип Ердоган је нашироко користио талачку дипломатију  Случај Ендруа Брансона, америчког пастора који ради у Турској, затвореног 2016. године, нашироко се назива случајем дипломатског узимања талаца.

### Иран
Модерна иранска талачка дипломатија почела је убрзо након иранске револуције са иранском талачком кризом.
Иранска влада користила је талачку дипломатију као кључно дипломатско средство.
Завршно са 2022. годином Иран је држао 20 до 40 странаца.

### Северна Кореја
Северна Кореја је широко користила талачку дипломатију као средство против САД, Јужне Кореје, Јапана, Малезије и разних европских нација. Таоци су често туристи или студенти на размени који су или оптужени за мање прекршаје или шпијунажу. Последњих година се спекулисало да је режим Ким Џонг-уна еволуирао од коришћења талаца за добијање полуге до коришћења талаца као живог штита за заштиту од америчке интервенције за коју се страхује. Случај Ота Вармбиера, који се завршио Вормбировом смрћу убрзо након његовог ослобађања, посебно је познат пример севернокорејске талачке дипломатије.

### Русија
Русија је оптужена за талачку дипломатију у случајевима Пола Вилана и Бритни Гринер, а у прошлости је размењивала затворенике са Сједињеним Државама.